# Gaspare Tagliacozzi
Gaspare Tagliacozzi o Tagliacozzo (Bologna, marzo 1545 – Bologna, 7 novembre 1599) è stato un chirurgo e anatomista italiano rinascimentale.
Fu un antesignano della chirurgia plastica e ricostruttiva. Era riuscito con gli anni ad acquisire una notevole tecnica per eseguire dei lembi peduncolati da un braccio al volto così da ricostruire parti menomate da patologie o da traumi. Descrisse in dettaglio il suo metodo nel trattato De curtorum chirurgia per insitionem (Chirurgia delle mutilazioni per mezzo di innesti), pubblicato a Venezia nel 1597.

## Biografia

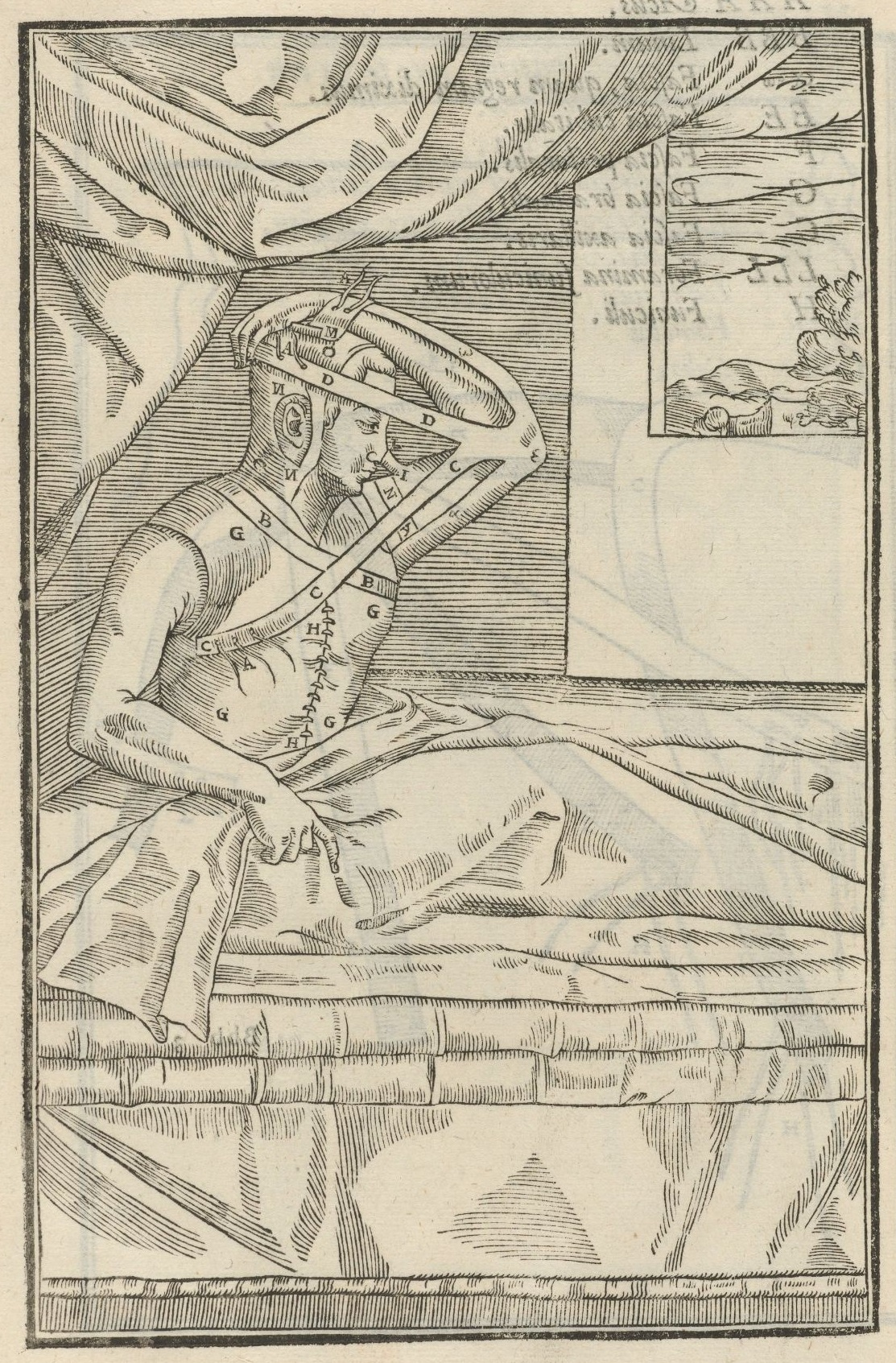
Gaspare Tagliacozzi, De curtorum chirurgia per insitionem (1597), illustrazione nº8.

### Le origini
La data di nascita del Tagliacozzi è stata a lungo dibattuta da molti storici fino al 1935, quando Webster e Gnudi, dopo un lungo lavoro di ricerca, ritrovarono la sua fede di battesimo nel battistero di San Pietro in Bologna. La fede di battesimo porta la data del 2 marzo 1545 e in essa si legge: Gaspar filius Joannis Andreae Tagliacossa (ovvero «Gaspare figlio di Giovanni Andrea Tagliacossa»). La data di nascita dovrebbe essere soltanto di uno o due giorni precedenti, dato che al tempo si usava battezzare subito i neonati. Ricerche condotte sui documenti contenuti nell'Archivio di Stato e nell'Archivio Arcivescovile di Bologna hanno permesso di ricostruire l'albero genealogico della famiglia Tagliacozzi fino al 1407, anno in cui un antenato di Gaspare si trasferì a Bologna dal paese di Tagliacozzo. Il cognome della famiglia registrato nei vari documenti è Tagliacozzi, pertanto questo è il cognome ormai generalmente usato da tutti gli storici; tuttavia si potrebbe usare anche Tagliacozzo, come testimoniato dagli autografi originali del chirurgo ritrovati in diverse sue lettere. Altro documento importante a dimostrazione dell'origine bolognese del Tagliacozzi, è il giuramento fatto da diversi cittadini che testimoniarono la cittadinanza sua, paterna e avita, in occasione della sua laurea in filosofia nel maggio 1576; al tempo era infatti obbligatorio che i professori collegiati fossero di origine bolognese.
Resta in ultimo da chiarire l'origine del cognome Trigambe, che in passato diversi storici attribuirono erroneamente al Tagliacozzi. Giuseppe Gattinara, nella sua Storia del paese di Tagliacozzo del 1894 parlò di un certo Gaspare Trigambe, chirurgo de' miracoli, e ricollegando il cognome con l'origine identificò Gaspare Trigambe con Gaspare Tagliacozzi. Successivamente diversi altri storici seguirono l'opinione del Gattinara. Ma del cognome Trigambe non si trova la benché minima indicazione in nessuno dei documenti relativi al Tagliacozzi e alla sua famiglia, né si è potuta trovare alcuna traccia di un chirurgo di nome Trigambe.
Resta quindi ormai provato che il suo cognome fu soltanto Tagliacozzi e che egli fu di origine bolognese, mentre è ritenuta leggendaria l'esistenza di un chirurgo di nome Gaspare Trigambe.

### La formazione
Da giovane Gaspare Tagliacozzi si interessò di studi letterari e ciò è testimoniato da una traduzione dal latino all'italiano di una cronaca di Bologna di autore ignoto; il manoscritto è del 1564.
Il Tagliacozzi iniziò i suoi studi di medicina nel 1565. Tra i suoi insegnanti si ricordano in particolare Gerolamo Cardano per la medicina, Ulisse Aldrovandi per le scienze naturali e Giulio Cesare Aranzi per l'anatomia.
Al tempo le dimostrazioni pratiche di anatomia, ovvero le dissezioni di cadaveri, si facevano per lo più nelle case private dei professori, ma nel 1570 l'Aranzi riuscì a far istituire una cattedra di anatomia pratica separata dalla chirurgia: il decreto firmato dal cardinale legato Carlo Sforza rendeva obbligatoria almeno una dissezione pubblica all'anno e permetteva di effettuare ulteriori dimostrazioni pubbliche a chiunque lo avesse richiesto. Queste lezioni si tenevano nella sala a sinistra dell'attuale teatro anatomico dell'odierno Archiginnasio. In questa stessa sala il Tagliacozzi insegnò fino al 1595, anno in cui fu costruito il primo teatro anatomico stabile di questo ateneo.
Nel 1568, due anni prima di laurearsi, il Tagliacozzi iniziò a praticare all'interno dell'Ospedale della Morte, che costituiva una sorta di clinica per gli studenti dato che si trovava nei pressi dell'Archiginnasio. Tale ospedale era retto dalla Confraternita della Morte che aveva il compito di visitare le prigioni e confortare i condannati a morte. Il rapporto del Tagliacozzi con questa confraternita continuò poi per tutta la sua vita, dato che attraverso di essa egli si procurava i cadaveri dei giustiziati da usare nelle dissezioni e sempre ad essa, nel suo testamento, affidò l'incarico della propria sepoltura.
Nel febbraio del 1570 al Tagliacozzi vennero assegnate una serie di letture da tenere nell'università; incarichi di questo genere venivano tradizionalmente assegnati agli scolari più studiosi per esercitarsi a sostenere i successivi esami di licenza e di laurea. L'11 settembre il Tagliacozzi giurò fede e fedeltà alla Chiesa di Roma davanti all'arcivescovo di Bologna, cardinale Gabriele Paleotti, dopodiché fu ammesso all'esame di laurea, esame che discusse il giorno seguente alla presenza, tra gli altri, di Ulisse Aldrovandi.

### La carriera

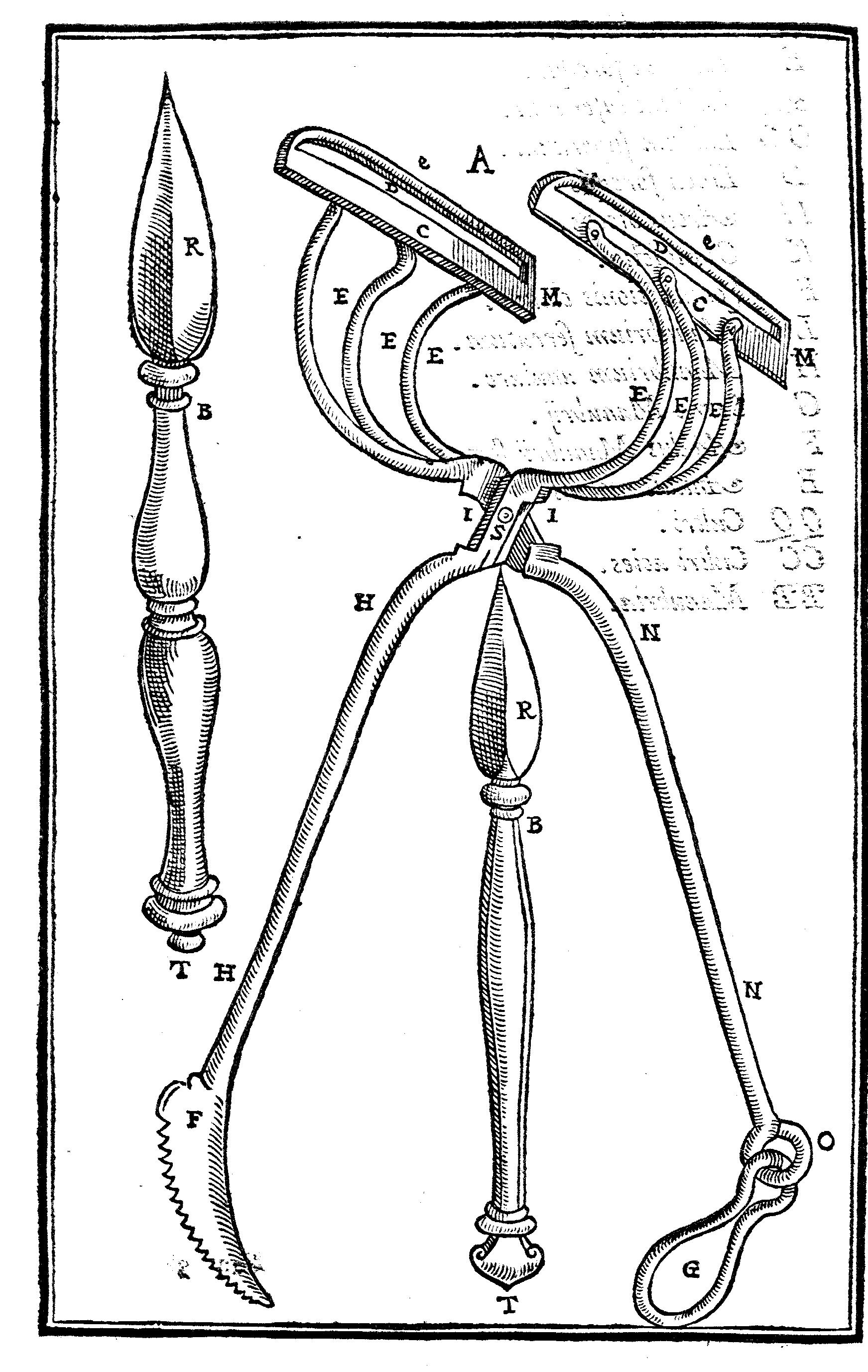
Gaspare Tagliacozzi, De curtorum chirurgia per insitionem (1597), illustrazione nº2. Strumenti chirurgici

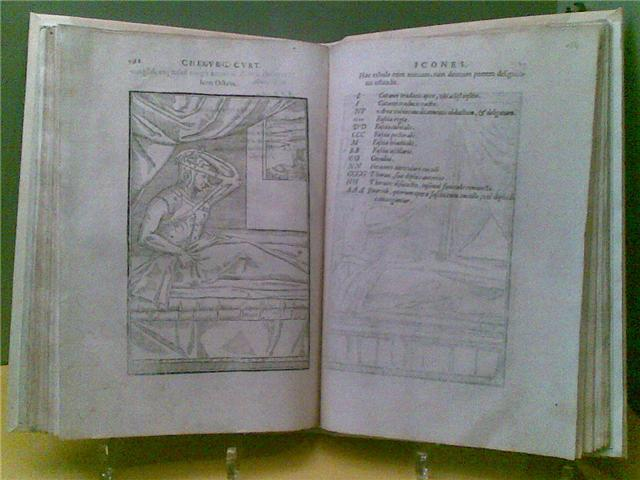
Gaspare Tagliacozzi, De curtorum chirurgia per insitionem (1597)

Subito dopo la laurea il Tagliacozzi fu nominato lettore in chirurgia con lo stipendio di 100 libbre l'anno; terrà poi questa cattedra fino al 1590. Nel 1576 il Tagliacozzi si laureò in filosofia e fu aggregato al Collegio di Arti e di Medicina come dottore collegiato: nel maggio di quell'anno furono convocati i già citati testimoni che garantirono l'origine bolognese del Tagliacozzi; svolta questa procedura e ancor prima della laurea, egli fu, contrariamente all'usanza, subito aggregato al Collegio; il 5 dicembre gli fu conferita la laurea in filosofia.
Nel 1579 il Tagliacozzi ricevette la preferenza, dopo l'Aranzi ovviamente, per le dimostrazioni anatomiche; nel 1582 il suo stipendio fu aumentato a 400 libbre all'anno e successivamente, nel 1586, a 600 libbre.
Nel 1589 l'Aranzi morì e la cattedra di anatomia venne assegnata al Tagliacozzi e ad altri tre professori, ma in questo gruppo il Tagliacozzi deteneva lo ius quesitum, cioè la direzione e la preferenza. Il suo stipendio fu ulteriormente aumentato raggiungendo le 890 libbre all'anno, certamente non molto alto, ma tuttavia rispettabilissimo se si tiene conto che l'Aranzi stesso percepì 600 libbre fino al 1582, quando poi gli fu aumentato a 900.
Nei Rotuli dei lettori sono menzionati alcuni dei testi cui il Tagliacozzi faceva riferimento: gli Aforismi di Ippocrate, la prima parte di Avicenna e l'Ars parva di Galeno.
Il 24 febbraio del 1530 l'imperatore Carlo V, per dimostrare la sua benevolenza nei confronti dell'università, aveva eletto Cavalieri Aurati e Conti Palatini tutti i dottori collegiati, e aveva loro concesso il diritto di estendere questo titolo anche ad altri. Dai documenti risulta che anche il Tagliacozzi ricevette questa investitura e che a sua volta la conferì ad altri. Un'ulteriore prova della considerazione di cui il Tagliacozzi godeva è l'incarico che ricevette di revisionare i libri posti all'Indice: l'eccesso di zelo del Sant'Uffizio aveva infatti portato ad inserire nell'Indice anche libri che non avevano rapporto con la religione; questo fatto comportava notevoli problemi e restrizioni all'università, che per tali motivi vedeva anche diminuire il numero di studenti che arrivavano dall'estero. I professori presentarono così una petizione al Papa affinché concedesse loro di utilizzare questi libri, e infine riuscirono ad ottenerne il permesso con la clausola che ogni anno i libri fossero revisionati e i passi dubbi corretti. Nel 1597 il Tagliacozzi ricevette l'incarico di correggere l'opera omnia di Leonardo Fuchs, naturalista tedesco, il cui peccato di essere passato al protestantesimo era stato sufficiente a rendere proibiti nelle università i suoi libri.
Il Tagliacozzi ricoprì anche alcune cariche pubbliche: nel 1578 fu uno dei Tribuni del Popolo nel quartiere di Porta Procula; nel 1591, 1596, 1598 e 1599 fu sindaco della Gabella Grossa, ovvero l'ufficio pubblico che si occupava dei commerci e dei dazi sulle merci.
A Bologna il chirurgo perfezionò e descrisse in dettaglio il cosiddetto metodo italiano per intervenire chirurgicamente sul viso. Con questo metodo si poteva riuscire a ricostruire nasi, labbra e orecchi mutilati utilizzando lembi epidermici prelevati dagli arti superiori. La tecnica fu descritta dal Tagliacozzi con notevole dettaglio nell'opera De curtorum chirurgia per insitionem (Chirurgia delle mutilazioni per mezzo di innesti), pubblicata a Venezia nel 1597, ma precedentemente egli aveva già esposto in sintesi il suo metodo in una famosa lettera del 22 febbraio 1586 indirizzata al medico Girolamo Mercuriali, il quale poi la pubblicò nel suo libro De Decoratione. Oltre che per l'esposizione del metodo chirurgico, la lettera al Mercuriali è altresì importante dal punto di vista storiografico, in quanto in essa si trovano citati i nomi di quattro persone alle quali il Tagliacozzi aveva praticato la ricostruzione del naso. Il chirurgo ci riferisce pure che tali pazienti erano talmente soddisfatti dell'operazione che preferivano i loro nuovi nasi, rispetto a quelli donati loro dalla natura.
Oltre a questo documento, Webster e Gnudi hanno rintracciato in diverse città d'Italia vari documenti relativi ad altre undici persone curate dal Tagliacozzi per diverse patologie, infortuni e ferimenti. Da questi documenti emerge che il Tagliacozzi offrì i propri servigi a diversi nobili e principi del tempo, come Ferdinando I de' Medici, Granduca di Toscana, Vincenzo Gonzaga, Duca di Mantova e Ranuccio Farnese, Duca di Parma, e che la sua preparazione e perizia erano conosciute ben oltre la città di Bologna, fino anche a Vienna, dove il Tagliacozzi si recò nel 1594 su richiesta del Granduca Ferdinando di Toscana per curare Virginio Orsini, Duca di Bracciano e nipote del Granduca stesso.

### La morte e il processo postumo
Il Tagliacozzi morì a Bologna il 7 novembre 1599 e fu sepolto nella chiesa delle monache di San Giovanni Battista come egli stesso aveva disposto nel suo testamento; il 26 dello stesso mese si tenne in quella stessa chiesa una solenne messa in suo onore alla quale parteciparono tutti i dottori collegiati; nel corso della cerimonia Muzio Piacentini, collega del Tagliacozzi, tenne l'orazione funebre, mentre alcuni degli altri partecipanti declamarono rime di lode.
Qualche settimana dopo avvenne un fatto curioso: una notte, all'interno della chiesa dove era stato seppellito, si udì gridare che il Tagliacozzi fosse dannato in eterno, mentre nel frattempo si erano diffuse alcune maligne voci che lo accusavano di magia ed eresia. A seguito di questo, e anche del fatto che alcune monache si erano spaventate, il Tagliacozzi venne disseppellito e ricollocato fuori le mura del monastero, quindi in terreno non consacrato. Tali avvenimenti indussero gli eredi e i colleghi a far aprire un processo sulla vita e l'opera del Tagliacozzi. Le carte del processo sono scomparse in seguito alla perdita degli Archivi del Foro Archiepiscopale e del Tribunale dell'Inquisizione di Bologna, ma dell'esito e della sentenza si è conservata una nota originale di quegli anni unita ad una copia del De curtorum chirurgia per insitionem conservata nell'Archiginnasio di Bologna; in essa si legge:
Questo episodio ha fatto nascere la leggenda, riportata da diversi autori, secondo cui il Tagliacozzi sarebbe stato, dopo la sua morte, processato e condannato dall'Inquisizione asserendo che la Chiesa ritenesse la chirurgia plastica contraria alla volontà di Dio; ma in realtà non solo questo tipo di opposizione religiosa non ha alcun fondamento storico, ma anche diversi fatti della vita del Tagliacozzi rendono impossibile pensare che egli potesse essere in qualche modo inviso all'autorità ecclesiastica. Dai documenti risulta infatti che la vita del Tagliacozzi fu improntata ad una perfetta osservanza dei precetti religiosi; egli fece l'esame di fede cattolica due volte prima di essere ammesso all'esame di laurea nel 1570 e nel 1576; fece il suo testamento alla presenza di un parroco e lasciò del denaro per costruire una cappella nella chiesa di San Giovanni Battista, dove sua figlia Lucrezia, che era suora, divenne più tardi madre superiora. Inoltre, come già visto più sopra, il Tagliacozzi fu scelto per revisionare alcuni testi posti all'Indice dei libri proibiti e infine, quando nel 1596 chiese al Senato un ulteriore aumento di stipendio (poi non concesso), due cardinali, da Roma, si interessarono direttamente di appoggiare la sua richiesta, in quanto temevano che il Tagliacozzi potesse lasciare l'Università per mettersi completamente al servizio di qualche principe che gli avesse offerto uno stipendio maggiore. Tutte queste cose, il prestigio di cui godette in vita e gli onori che gli furono tributati alla morte sarebbero stati impossibili se il Tagliacozzi fosse stato sospettato di eresia.
Il 25 novembre 1603, terminata la costruzione della cappella nella chiesa di San Giovanni Battista, il Tagliacozzi vi fu seppellito come aveva richiesto nel suo testamento. Nei successivi due secoli, ogni anno in questa cappella veniva celebrata una solenne messa cantata in onore del chirurgo. Il monastero fu soppresso nel 1799 e adibito a caserma per le truppe fino al 1819, poi fu consegnato alle monache salesiane e infine, nel 1869 entrò a far parte dei locali del manicomio provinciale. La struttura venne modificata e riadattata e della cappella e della tomba del Tagliacozzi si è ormai persa ogni traccia.

## La filosofia e gli studi

### De curtorum chirurgia per insitionem
Il trattato De curtorum chirurgia per insitionem venne stampato a Venezia nel 1597 da Gaspare Bindoni, tuttavia nello stesso anno ne uscì anche una versione spuria, cioè pubblicata senza il permesso dell'autore, edita da Roberto Meietto. Quest'ultima edizione è meno bella, e oggi è la più rara da trovare.
Nella premessa dell'edizione bindoniana è stampato il visto dell'inquisitore e del Consiglio dei Dieci, che garantivano che l'opera non conteneva nulla contro la legge del tempo; ciò è un'ulteriore dimostrazione che il Tagliacozzi non ebbe mai alcuna opposizione dalle autorità ecclesiastiche, come invece riportano erroneamente diversi autori.
Il De curtorum chirurgia per insitionem è dedicato al principe di Mantova Vincenzo I Gonzaga. Nella premessa l'opera contiene anche diverse poesie di lode che vari colleghi scrissero per il Tagliacozzi.
Durante le loro ricerche Webster e Gnudi hanno trovato anche due copie speciali dell'opera, che probabilmente erano copie omaggio. Si tratta di edizioni di lusso stampate in formato più grande e su carta più grossa. Una copia si trova nella biblioteca universitaria di Bologna, è firmata personalmente dall'autore e probabilmente in passato fu di proprietà di Ulisse Aldrovandi. L'altra copia si trova invece nella Bibliothèque Nationale di Parigi e fu probabilmente di proprietà di Gastone d'Orléans. Certamente esistevano in passato anche altre copie di queste edizioni di lusso.

### Il “metodo italiano”

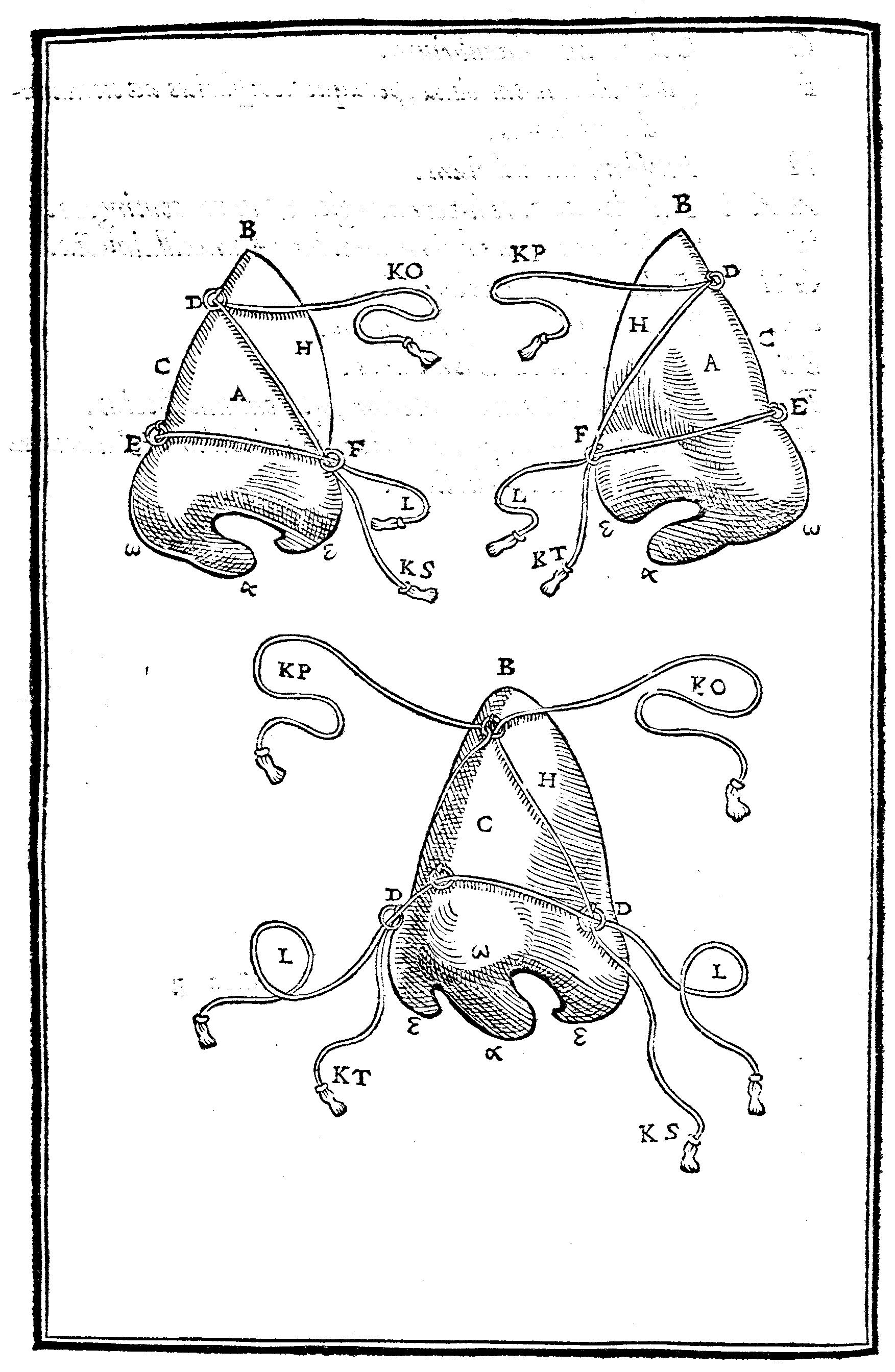
Gaspare Tagliacozzi, De curtorum chirurgia per insitionem (1597), illustrazione nº14. Forme per modellare i nasi ricostruiti chirurgicamente

Nel trattato De curtorum chirurgia per insitionem il Tagliacozzi descrisse accuratamente la procedura, nota con il nome di “metodo italiano”, per ricostruire nasi, labbra e orecchi mutilati. Per ricostruire le parti perdute il Tagliacozzi si serviva della pelle del braccio sinistro. Egli aveva infatti notato che la pelle di questa parte ha pochi e piccoli peli e poteva essere staccata facilmente; tuttavia egli sapeva anche che le fibre di questa avevano abbastanza forza contrattile da restringere molto il lembo tagliato. Il chirurgo procedeva quindi disegnando un parallelogramma sulla pelle, ne incideva i lati maggiori e attraverso di essi faceva passare un panno che avrebbe tenuto il lembo staccato dal muscolo sottostante fino a che la contrazione non fosse cessata. Il paziente era preventivamente vestito con un abito stretto intorno al tronco e che era dotato di alcune strisce di tela adatte a legare il braccio alla testa in modo che questo restasse immobile vicino al naso (o alle labbra o agli orecchi). Preparato il paziente in questo modo, il Tagliacozzi ne incideva i lembi del naso cicatrizzati, poi staccava il lato superiore della pelle del braccio; fatto questo, avvicinava il braccio al naso e rovesciava su di esso il lembo di pelle, in modo che la parte interna di questo aderisse ai bordi cruenti di quello; cuciva il tutto con ago e filo e poi legava il braccio alla testa utilizzando le strisce di tela. Tempo dopo, quando le parti avessero completamente aderito, egli staccava dal braccio l'ultimo lato del lembo di pelle e lo cuciva sopra al labbro superiore. Dopodiché procedeva a modellare la forma del naso e delle narici usando anche delle forme precedentemente preparate.  Il metodo di Tagliacozzi viene tuttora utilizzato.
Il nome di “metodo italiano” è entrato nell'uso nel corso dell'Ottocento per distinguerlo dal cosiddetto “metodo indiano”, tramandato dall'antichità in India e introdotto in Europa da Joseph Constantine Carpue, che consisteva nel prendere lembi di pelle dalla fronte per ricostruire il naso.
Il metodo italiano non è però un'invenzione del Tagliacozzi; egli si limitò infatti soltanto a perfezionarlo e a darne un'accurata descrizione scientifica, affinché esso potesse essere correttamente tramandato e chiunque lo potesse adoperare. L'invenzione del metodo si ritiene sia merito dei chirurghi Gustavo Branca e di suo figlio Antonio, vissuti nel 1400 a Catania. La tecnica venne poi ripresa in Calabria nel corso del Cinquecento dai fratelli chirurghi Pietro e Paolo Boiano (detti anche Vianeo). Questo procedimento fu descritto anche dal grande anatomista Andrea Vesalio (1514 - 1564) che però, sbagliando incredibilmente, consigliava di usare il muscolo e non la pelle del braccio per aggiustare il naso. Il metodo italiano venne invece criticato da Gabriele Falloppio (1523 - 1562) in quanto tale procedura poteva costringere il paziente a restare con il braccio immobilizzato per molti mesi, e il risultato non era affatto garantito in quanto spesse volte la pelle non attecchiva. Il Tagliacozzi probabilmente conobbe il metodo dei Boiano attraverso la descrizione di Leonardo Fioravanti.
Del metodo tagliacozziano abbiamo in seguito testimonianza da Fortunio Liceti, che ne parla nell'opera De monstruorum natura, caussis et differentiis del 1616; da Henricus Moinichen nelle Observationes Medico-chirurgicae del 1691; da Thomas Feyens, chirurgo all'Università di Lovanio che aveva studiato a Bologna con il Tagliacozzi, nella sua opera De praecipuis Artis Chirurgicae controversiis, pubblicata postuma nel 1669. Ma la chirurgia seguì nel corso del Seicento un periodo di decadenza in tutta Europa e il metodo di Tagliacozzi venne di fatto dimenticato, fino a che non fu riscoperto e applicato nel 1800 dal chirurgo tedesco Karl Ferdinand von Graefe.

## Ritratti
All'ingresso dell'Archiginnasio di Bologna si osserva, oltre al busto in marmo del fondatore san Carlo Borromeo, quello del Tagliacozzi. Nella sala anatomica in legno finemente intagliato c'è anche la sua statua che lo rappresenta con un naso in mano. A Tagliacozzo nel 1870 venne dedicata al chirurgo Gaspare Trigambe una piazzetta e un vicolo vicini a quella che si riteneva essere la sua casa natale, ma come ormai sappiamo il Tagliacozzi era di origini bolognesi da diverse generazioni e la sua identificazione con il, forse solo leggendario, Trigambe è altresì falsa.
Del Tagliacozzi si conservano inoltre quattro ritratti: tre di questi lo rappresentano certamente, mentre uno è in dubbio. Il ritratto più famoso si trova nella Biblioteca Universitaria di Bologna ed è attribuito al pittore Tiburzio Passerotti. Una copia di questo fa parte della Donazione Putti presso l'Istituto Ortopedico Rizzoli di Bologna. In realtà non si può dire quale sia l'originale e quale la copia. Il terzo ritratto autentico si trova invece nella facoltà di medicina e chirurgia di Bologna. Il quarto ritratto si trova infine nella facoltà di medicina dell'Università di Parigi; il soggetto di questo quadro, rappresentato indicante il cielo con un dito, fu in passato identificato con Ambroise Paré e in seguito con il Tagliacozzi, ma anche tale identificazione è oggi ritenuta infondata.